# Keeseck
Keeseck är en bergstopp i Österrike. Den ligger i distriktet Lienz och förbundslandet Tyrolen, i den centrala delen av landet. Toppen på Keeseck är 3 173 meter över havet.
Keeseck är den högsta punkten i massivet Panargenkamm.
Trakten runt Keeseck består i huvudsak av alpin tundra och kala bergstoppar.